# معرض كانتون

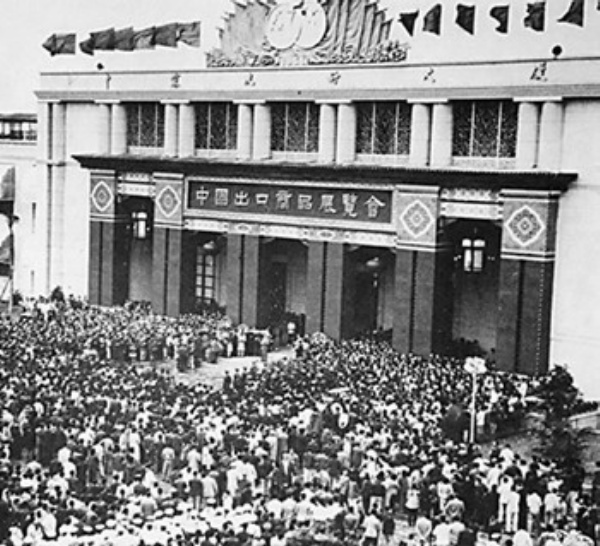
The first Canton Fair in 1957

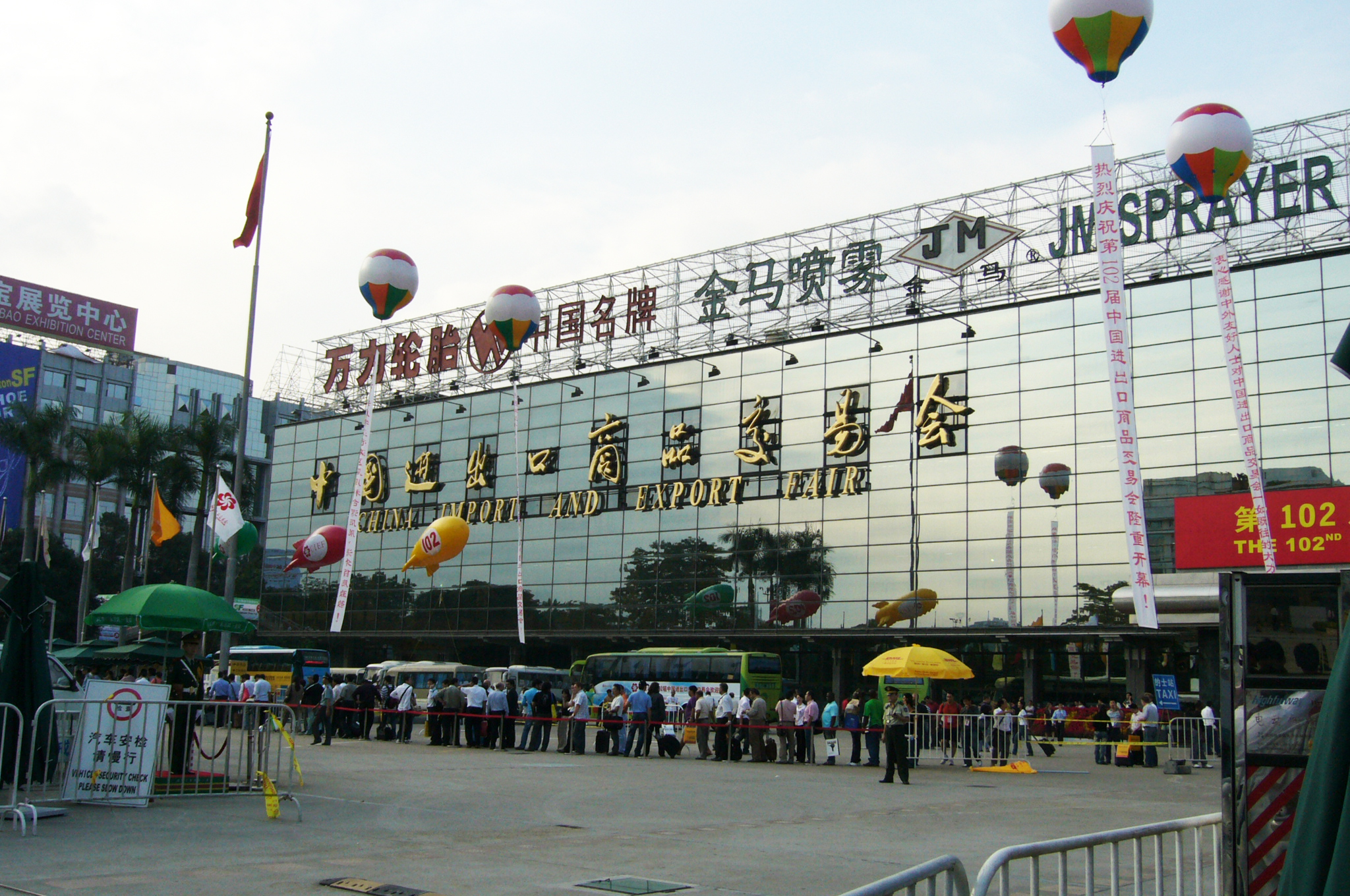
Liuhua Complex, located in Yuexiu.

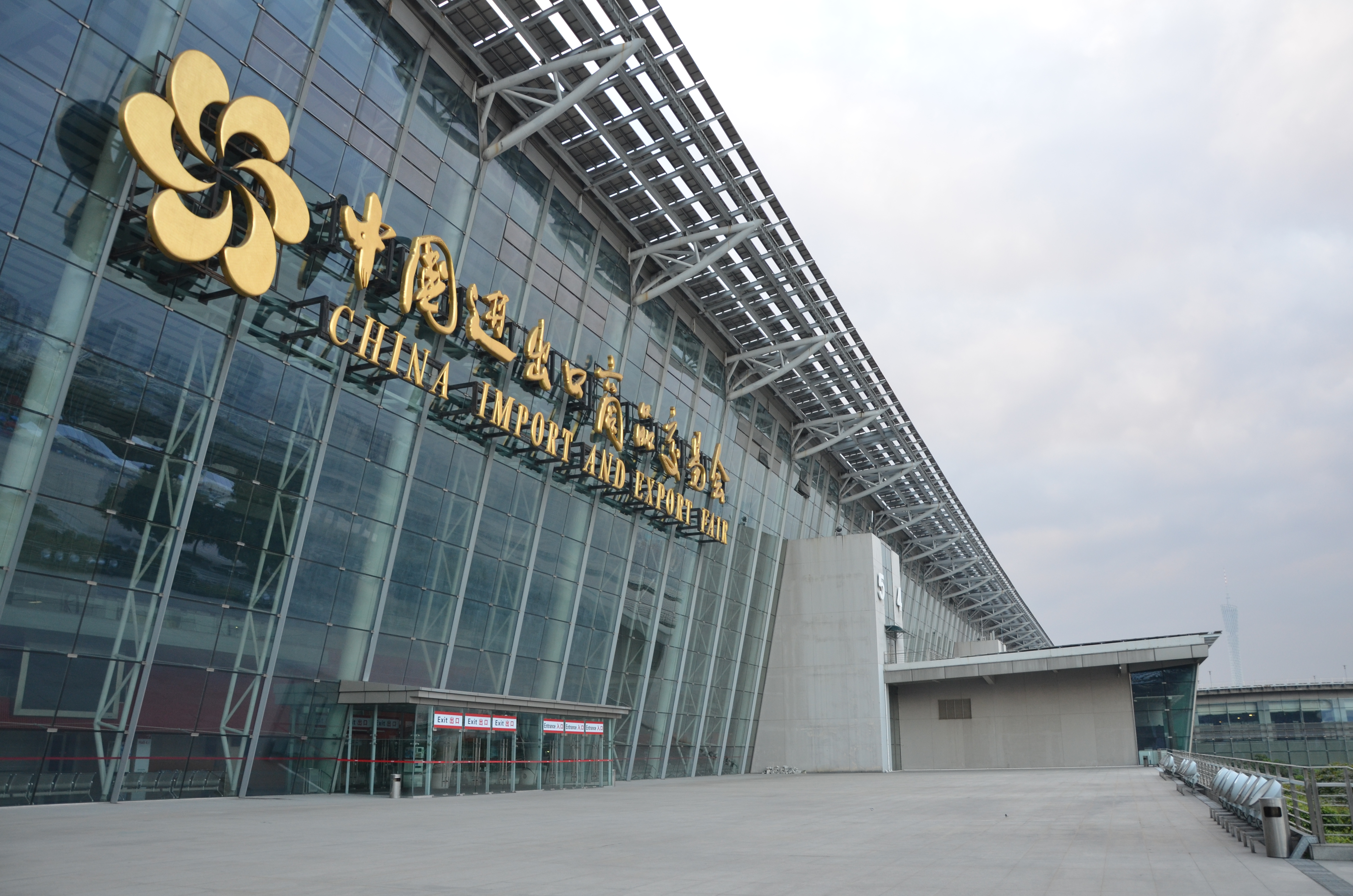
The new Canton Fair Complex in Pazhou، Haizhu.

معرض كانتون (معرض الصين التجاري للاستيراد والتصدير) (بالإنجليزية: Canton Fair)‏، هو أكبر وأقدم معرض تجاري في الصين. يعُقِد منذ عام 1957، يقام في مدينة غوانزو في جنوب الصين. يجذب معرض كانتون عشرات الآلاف من الزوار كل عام من جميع أنحاء العالم. حاليا، المعرض التجاري الكانتوني يُعقَد مرتين في السن. يجري إصدار الربيع في أواخر أبريل ومايو وإصدار الخريف في أكتوبر ونوفمبر.

## الموقع الرسمي
http://www.cantonfair.org.cn/arabic/index.shtml